# Georg Ludwig Böhmer

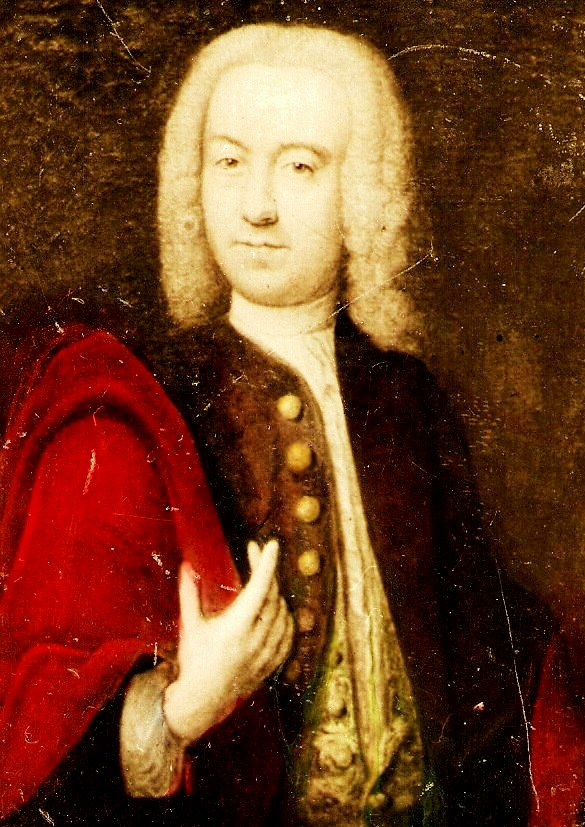
Georg Ludwig Böhmer auf einem undatierten Gemälde

Georg Ludwig Böhmer (* 18. Februar 1715 in Halle; † 17. August 1797 in Göttingen) war ein deutscher Rechtswissenschaftler und Universitätsprofessor für Straf- und Kirchenrecht.

## Herkunft
Georg Ludwig Böhmer gehörte zu der Juristenfamilie Böhmer/von Boehmer, die im 18. und 19. Jahrhundert zu den sogenannten Hübschen Familien in Kurhannover und im frühen Königreich Hannover zählte. Er war der Sohn von Justus Henning Böhmer und der Eleonore Rosine Stützing (1679–1739) sowie Bruder der Rechtswissenschaftler Johann Samuel Friedrich von Böhmer und Karl August von Böhmer sowie des Mediziners Philipp Adolph Böhmer.

## Laufbahn

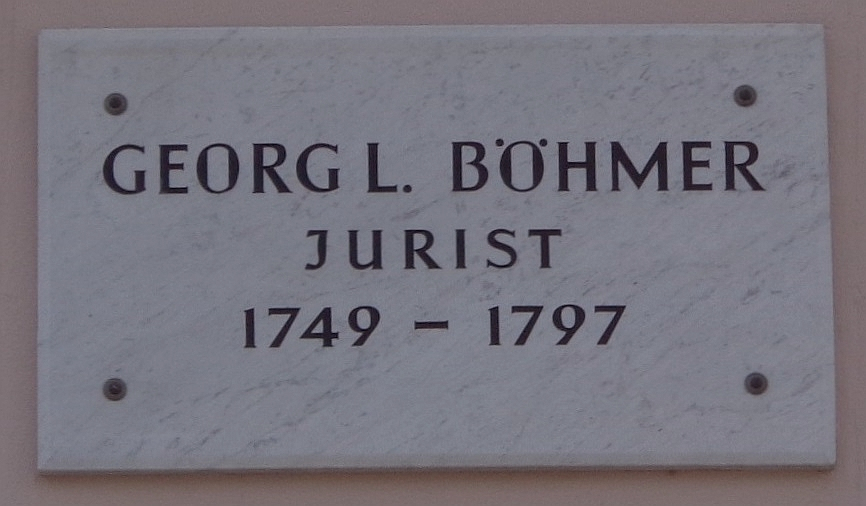
Göttinger Gedenktafel für Georg Ludwig Böhmer (Tätigkeitszeitraum)

Nach dem Besuch des königlichen Pädagogiums begann er ebenso wie sein älterer Bruder Johann Samuel Friedrich unter der Anleitung seines Vaters Justus Henning Böhmer, aber auch bei Johann Peter von Ludewig und Johann Gottlieb Heineccius im Jahre 1730 sein Studium der Rechtswissenschaften an der 1694 gegründeten Universität Halle, der heutigen Martin-Luther-Universität Halle-Wittenberg. Am 29. Januar 1738 promovierte er schließlich zum Doktor beider Rechte, am selben Tag, an dem sein Bruder Philipp Adolf seine Promotion zum Doktor der Medizin erlangte. Es folgten zwei Jahre, in denen Böhmer zunächst juristische und historische Vorlesungen hielt.
Mittels eines Empfehlungsschreibens seines Vaters an den Kurator der 1737 eröffneten Universität Göttingen, Gerlach Adolph Freiherr von Münchhausen, wurde Böhmer im Jahre 1740 von der Universität Göttingen zunächst zum außerordentlichen Professor der Rechte, Syndikus der Akademie und zum außerordentlichen Beisitzer der Juristenfakultät berufen, eine Position, die ursprünglich für den Vater Justus Henning vorgesehen war. Bereits 1742 wurde Georg Ludwig zum ordentlichen Professor und 1743 zum ordentlichen Beisitzer ernannt. Im Jahr 1744 erfolgte seine Beförderung zum königlichen kurfürstlichen Rat, 1746 zum Hofrat und 1770 schließlich zum Geheimen Justizrat. Zum Abschluss seiner Laufbahn wurde er im Jahre 1776 zum Primarius und Ordinarius der juristischen Fakultät ernannt.

## Gesellschaftliches

### Grundbesitzer

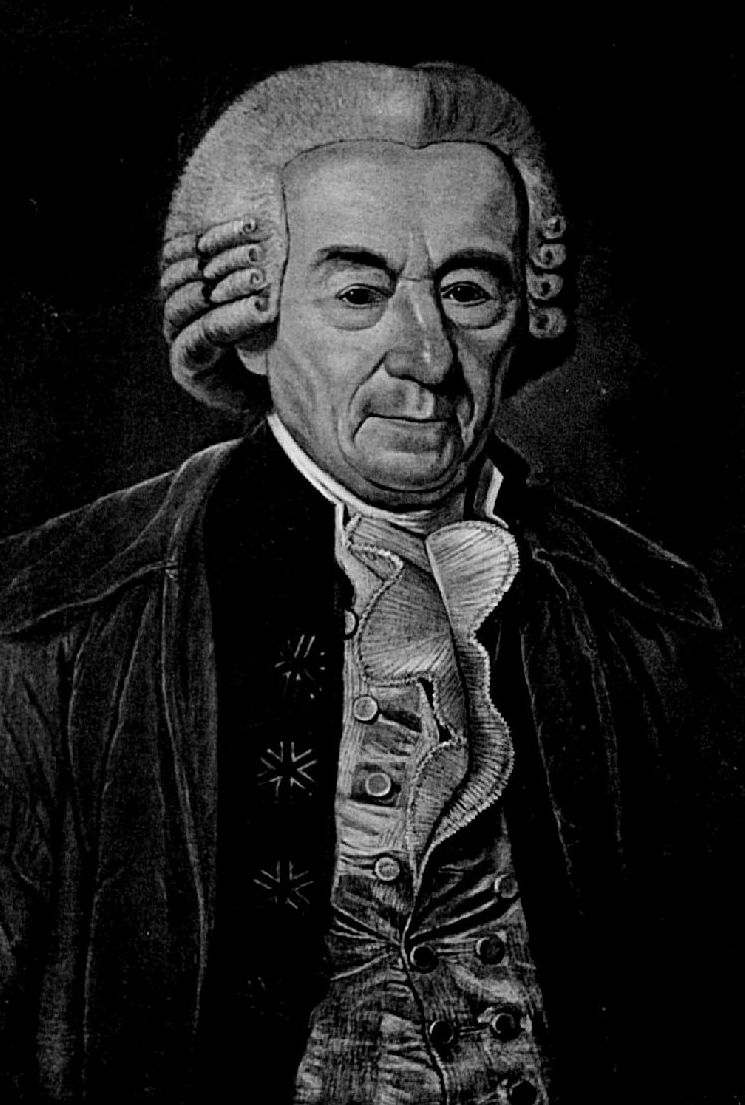
Böhmer im Alter von 75 Jahren

Bereits 1747 erwarb Böhmer die Häuser Stumpfebiel 1 und Stumpfebiel 2 (Ecke Mühlenstraße nahe dem heutigen Leinekanal) und ließ sie 1755 recht großzügig umbauen und erweitern. Später erwarb er in der Nähe weitere Grundstücke. Damit gehörte Böhmer unter den Professoren der jungen Universität zu einer mutigen Minderheit, die auf ihre zukünftige Entwicklung vertrauten und darin bestätigt wurden. Wie damals üblich war das kleinere der beiden Häuser zur Nutzung durch Dritte vorgesehen, so für das Personal, das „Große Haus“ dagegen für den eigenen und repräsentativen Gebrauch. Dort fanden bis zu Böhmers Tod die meisten seiner Vorlesungen statt. Zu seinen Hörern in der Stumpfebiel gehörten nicht nur sein Sohn Johann Georg Wilhelm Böhmer, sondern etwa auch Johannes Georg Ludwig Nieper, Sohn des Georg Heinrich Nieper, wie sich aus den Vorlesungsverzeichnissen ergibt. Nach Böhmers Tod wurde das Anwesen am Stumpfebiel an Dritte veräußert. Wenige Jahre darauf, als der bayerische Kurprinz Ludwig in der Nähe Quartier nahm, wurde Böhmers früherer Besitz noch wegen der Bauweise des Großen Hauses und des großzügigen bis zur Leine reichenden Ziergartens gelobt. Heute erinnert eine Gedenktafel an diese Wohnung Georg Ludwig Böhmers.

### Freimaurer
Georg Ludwig Böhmer war über Jahrzehnte hinweg Freimaurer und machte dadurch eine gewisse geistige Unabhängigkeit von der Obrigkeit deutlich. Das galt vor allem, als er erster und einziger Meister vom Stuhl der 1747 als Filiale der im preußischen Halle gegründeten Göttinger Deputationsloge Friedrich wurde, zumal diese der Strikten Observanz folgte, also laizistisch orientiert war. Zu den weiteren Mitgliedern gehörte auch Böhmers Fachkollege Professor Johann Stephan Pütter. Auch wenn diese Loge durchaus elitär war, indem die Mitgliedschaft auf zwölf begrenzt wurde und fast nur Professoren, Vertreter des Adels und Honoratioren zu den Mitgliedern gehörten, so missfielen den Behörden doch grundsätzlich solche geheimen Gesellschaften und die Loge Friedrich musste daher schon nach sechs Jahren aufgelöst werden. Böhmer trat aber 1765 der Göttinger Loge Augusta zu den drei Flammen bei. In Zusammenarbeit mit dem damaligen Meister vom Stuhl sorgte er für ein Anwachsen der Loge auf fast 90 Mitglieder im Jahr 1779, von denen nunmehr die große Mehrheit dem Bürgertum angehörte. 1793, also wenige Jahre vor Böhmers Tod, musste auch diese Loge auf behördliche Anordnung aufgelöst werden.

### Hospital
1781 hatte die Loge Augusta zum goldenen Zirkel für die erhebliche Summe von 2.000 Reichstalern das mehrstöckige Gasthaus „Zu den sieben Türmen“ am Geismartor erworben und richtete dort in Absprache mit der Universität mit dem „Freimaurerhospital“ die erste chirurgische Klinik Göttingens ein. Die Loge bezuschusste das Krankenhaus außerdem mit jährlich 250 Reichstalern, während die Regierung jährlich nur 80 Taler Pacht zahlte. Die Logen regelten ihre Einkünfte über Beiträge und Gebühren, waren aber nach ihren Statuten zur Geheimhaltung gegenüber Außenstehenden verpflichtet. Es ist anzunehmen, dass sowohl das beträchtliche Startkapital als auch die jährlichen Zuschüsse von den wenigen Mitgliedern der Loge mit Vermögen wie Georg Ludwig Böhmer in stärkerem Maße aufgebracht wurden als von der damals in dieser Loge überwiegenden Anzahl von Studenten und jungen Gelehrten. Einer der Ärzte an diesem Haus war Georg Ludwig Böhmers Sohn Johann Franz Wilhelm Böhmer, ebenfalls Freimaurer. Nach Auflösung der Loge wurde das „Freimaurerhospital“ noch bis 1809 weitergeführt.

## Juristische Verdienste
Georg Ludwig Böhmer hatte sich bereits frühzeitig für die Bereiche Zivilrecht, Lehnsrecht und Kirchenrecht entschieden und war zunächst darum bemüht, das wissenschaftliche Erbe seines Vaters pietätvoll zu wahren. So knüpfte er beispielsweise beim Verfassen seines ersten großen Werkes, der Principia juris canonica speciatim juris ecclesiastici […] an die Lehren des Vaters an, sah sich in diesem Zeitalter der Aufklärung jedoch veranlasst, sich allmählich von dessen anfangs noch vorhandener Einstellung zum „Territorialsystem“ und seiner theokratisch geprägten Rechts- und Staatsauffassung und der Reichsunmittelbarkeit weiter abzuwenden und stattdessen den naturrechtlichen Standpunkt und das Kollegialsystem noch mehr in den Vordergrund zu stellen. Damit stehen die kirchenrechtlichen Theorien dieses Aufklärer oft im Gegensatz zu den traditionellen Lehren der Kirche, haben aber später als Grundlage nachhaltigen Einfluss bei der praktischen Gestaltung und Übernahme des Kirchenrechtes in das allgemeine Landrecht für die preußischen Staaten. Sein Werk wurde bei kirchenrechtlichen Vorlesungen bis in die 1830er Jahre als Leitfaden benutzt.
Ein ebenso erfolgreiches und hoch angesehenes Werk war sein Kompendium Principia juris feudalis. Zusätzlich hatte er noch zahlreiche weitere Abhandlungen überarbeitet und ergänzt und als Sammelwerke unter den Titeln Electa juris civilis und Electa juris feudalis veröffentlicht. Darüber hinaus wurden mehrere ebenfalls bedeutende Werke des Georg Ludwig Böhmer nach seinem Tode unter anderem von seinen Schwiegersöhnen Karl Wilhelm Hoppenstedt und Georg Jacob Friedrich Meister veröffentlicht.
Georg Ludwig Böhmer schöpfte die Kraft und die Kreativität für seine Arbeit unter anderem aus spannenden juristischen Dialogen mit seinen mehrheitlich ebenfalls juristisch ausgebildeten Söhnen und Schwiegersöhnen, zu denen neben den bereits genannten seine weiteren Schwiegersöhne und früheren Doktoranden Friedrich Johann Lorenz Meyer, Präsident des Hamburger Domkapitels, und der Hofrat Georg Heinrich Nieper zu rechnen sind.

## Familie
Georg Ludwig Böhmer war verheiratet mit Henriette Elisabeth Philippine Mejer (1734–1796), Tochter des Geheimsekretärs bei der deutschen Kanzlei in London Johann Friedrich Mejer (1705–1769). Mit ihr hatte er zwölf Kinder, darunter:
- Johann Friedrich Eberhard Böhmer (1753–1828), Jurist
- Johann Franz Wilhelm Böhmer (1754–1788), Bergarzt in Clausthal und erster Ehemann der Schriftstellerin Caroline Michaelis
- Justus Ludwig Bechtold Böhmer (1755–1821), Rechtswissenschaftler
- Charlotte Dorothea Böhmer (1756–1793) heiratete den Juristen Georg Heinrich Nieper (1748–1841).
- (Johann) Georg Wilhelm Böhmer (1761–1839), linksrheinischer Jakobiner und Mitgründer der Mainzer Republik, danach Friedensrichter und Polizeikommissar im Königreich Westphalen.
- Sophie Friederike Amalie Böhmer (1766–1840) heiratete Friedrich Johann Lorenz Meyer (1760–1844), Präses des Domkapitels in Hamburg sowie Reiseschriftsteller.
- Luise (1769–1823) heiratete 1786 Georg Jacob Friedrich Meister (1755–1832), ordentlicher Professor der Rechte in Göttingen, Vertreter einer humanen Strafrechtslehre.
- Justus Henning Stephan Böhmer (1772–1835), Amtmann in Bersenbrück

## Werke (Auswahl)
- Ordinis Ivridici Prodecanvs Georgivs Lvdovicvs Boehmer Viri Praenobilissimi Bartholdi Ioannis Davidis Claueri Moeno Francofvrthani Solennia Inavgvralia In Georgia Avgvsta Indicit Simvl Nonnvlla De Femina Ministeriali Commentatvr. Göttingen, 1755 (Digitalisat)
- Principia juris canonici speciatim juris ecclesiastici publici et privati quod per Germaniam obtinet. Göttingen, 1762.
- Principia juris feudalis praesertim Longobardici quod per Germaniam obtinet. Göttingen, 1764.
- Georgii Lvdovici Boehmeri Potent. M. Britanniae Regi Et Principi Electori ... Principia Ivris Fevdalis Praesertim Longobardici Qvod Germaniam Obtinet. Frankfurt am Main; Leipzig, 1790 (Digitalisat)